# تريسي روجرز
تريسي روجرز (بالإنجليزية: Tracy Rogers)‏ هو لاعب كرة قدم أمريكية أمريكي، ولد في 13 أغسطس 1967 في تافت في الولايات المتحدة.

## وصلات خارجية
- تريسي روجرز على موقع مرجع كرة القدم المحترفة.كوم (الإنجليزية)